# Калькбреннер, Пауль
Пауль Калькбреннер (нем. Paul Kalkbrenner; род. 11 июня 1977, Лейпциг) — немецкий музыкант.

## Биография
Пауль Калькбреннер родился в Лейпциге в семье немецких журналистов Йорна и Карлы Калкбреннеров. Вырос в Берлине. В детстве учился в музыкальной школе, где обучался игре на трубе. В 1992 году начал выступать в качестве диджея на техно вечеринках. Первые треки опубликовал на берлинском лейбле BPitch Control в 1999 году.

## Личная жизнь
Пауль является внуком немецкого художника Фрица Айзеля и старшим братом немецкого продюсера и диджея Фрица Калькбреннера.

## Дискография

### Альбомы
- Icke wieder (2011)
- Guten Tag (2012)
- x (2014)
- 7 (2015)
- Parts of Life (2018)[4]

### Синглы
- Sky and Sand (2008)
- Cloud Rider (2015)
- Mothertrucker (2015)
- Feed Your Head (2015)
- No Goodbye (2019)

## Фильмография
- Берлин зовёт (2008)